# Wildernisgebied Pöyrisjärvi
Het wildernisgebied Pöyrisjärvi (Fins: Pöyrisjärven erämaa-alue) ligt in het noordwesten van Finland, in de gemeente Enontekiö die deel uitmaakt van de regio en provincie Lapland.
In dit afgelegen wildernisgebied zijn geen wegen. Pöyrisjärvi ligt ingesloten tussen de Noorse grens in het noorden, het Samische dorp Näkkälä in het westen, Vuontisjärvi in het zuiden en Kalmankaltio in het oosten. Het 43 km² grote, beschermde moerasgebied Pöyrisvuoma maakt deel uit van dit gebied.
Het wilderniskarakter van Pöyrisjärvi wordt nog verhoogd doordat er vele beschermde gebieden in de nabijheid liggen: het Noorse Nationaal park Anárjohka in het noorden, het wildernisgebied Pulju en het nationaal park Lemmenjoki in het zuiden en zuidoosten.
Het is voor de ervaren trekker een ideaal gebied van bergen en bossen, maar het is niet aangewezen de uitgestrekte veenmoerassen te doorkruisen. Het gebied beschikt over zes hutten die zich voornamelijk in het oostelijke deel van de wildernis bevinden. Het gebied heeft slechts een gemarkeerd pad, dat van Hetta, het belangrijkste dorp van de gemeente Enontekiö, naar Näkkälä loopt.
Veel oude, niet gemarkeerde paden doorkruisen het gebied. Van oudsher was het niet alleen voor de rendierfokkerij belangrijk: de plaatselijke bevolking jaagde en viste er ook. 
Het meest uitzonderlijke deel van de wildernis, met smeltwaterruggen (eskers) en stuifzand, bevindt zich tussen de meren Pöyrisjärvi en Maaterinjärvi.